# 澎湖觀音亭
澎湖觀音亭，古稱觀音廟、觀音堂，位於臺灣澎湖縣馬公市（媽宮北甲西垵仔），主祀觀音大士，肇建大清康熙三十五年（1696年），寺埕隔水近山、煙波浩香，為信史上澎湖第一座主祀觀音的廟寺:15、30，隸屬闔澎三大公廟、澎湖天后宮交陪廟，並被登錄為澎湖縣縣定古蹟。:25
今澎湖觀音亭的建築外觀與格局，乃後窟潭大木匠師謝江、謝自南父子設計，發起於大正14年（1925年）。
日治時期曾短暫改名澎湖山觀音寺:42，今時人稱「觀音亭」，廣義泛指涵蓋觀音亭佛寺與整片海景的海水浴場，狹義則單指佛剎觀音亭。

## 歷史沿革

### 清領時期

#### 康熙朝
澎湖觀音亭文獻記載，最早可考於清領時期康熙五十九年（1720年）編修的《臺灣縣志》，該方志載作「觀音堂」，康熙三十五年（1696年）間由時任澎湖水師協右營游擊薛奎倡建。觀音亭建廟之地綿延至金龜頭海濱，昔時統稱「西垵仔」（亦作「西安」）。此地帶可扼守大山嶼，亦可遠眺漁翁島與北山嶼，戰略位置佳，不僅在1622年台灣荷蘭時期之前便有駐軍紀錄，後繼的東寧王國、大清帝國亦沿用其軍事配置，分別在澎湖的西垵仔、案山、風櫃尾布置守兵，故觀音亭之設立與清代水師可謂極有淵源。:30
根據清代康熙朝臣杜臻《澎湖臺灣紀略》一書，公元1683年（康熙二十二年、永曆三十八年）間，時任福建水師提督施琅發動澎湖海戰攻取臺灣，便收錄施琅不僅將戰果歸功天上聖母媽祖顯靈、也宣稱獲得觀音菩薩和關聖帝君靈驗之助的傳說，藉此壯盛軍威、鼓舞士氣，亦可知清代官方對觀音信仰採取接納的態度。:31

#### 乾隆、嘉慶朝
乾隆二十九年（1764年），距薛奎倡建觀音亭已逾一甲子，因時任澎湖水師協副總兵官江起蛟卒於任內，繼任的許德於乾隆三十一年（1766年）才上任，在地事務遂由右營游擊戴福代為護理。戴福不僅主導觀音亭重修事宜，亦出面重修觀音亭西海邊外的「無祀祠」。:31
今觀音亭右廂房（龍王廟）神龕兩側置有楹聯：「祥雲靄靄來南海、甘露湛湛潤炎方」，年款：「乾隆甲申年仲秋」，落款「護理副總兵官戴福敬立」，便為戴福在乾隆二十九年（1764年）間留下的文物，而此對楹聯也是澎湖觀音亭保存年代最早的文物。
乾隆四十六年（1781年），澎湖觀音亭再起工事，此次工程為撤基重修，落成後遂觀音亭成第二代建築格局，捐資主導者為時任澎湖通判陳銓，以及澎湖水師協馬蛟、溫靖與魏大斌等亦在捐修之列。嘉慶十年（1805年），澎湖水師協王得祿、陳景星、聶世俊等又倡捐重修。:31

#### 道光朝
道光六年（1826年）間，鑒於澎湖孤絕汪洋之中，官宦商途皆仰賴海運，為感念龍王神航行平安之庇佑，時任澎湖通判蔣鏞偕水師協鎮孫得發、左右營游擊黃步青和林廷福等倡捐，拆除位於澎湖觀音亭東側之廂房共四間，改建龍王廟，將原本輾轉寄祀於澎湖水仙宮、澎湖天后宮內的龍王神像請出，供奉於龍王廟內引以為專祀。:31

#### 光緒朝
光緒元年（1875年），例貢生黃學周發起重建鳩資，並根據紅木埕武聖廟所存〈新遷武廟碑〉載，時任澎湖水師協副總兵官吳奇勳亦在響應之列。根據呂文鑫〈澎湖廟宇大木匠及形式特色研究〉一文，該次重建設計乃出自後窟潭匠師葉媽利（葉媽利即葉得令之祖父、葉根壯與葉銀河之曾祖父）之手。:32-33光緒七年（1881年），鮑復康赴任澎湖通判，曾描述澎湖觀音亭「伐鼓敺魚」，其佛教色彩十分濃厚。:33
惟光緒十年（1884年），清法戰爭戰火延燒至台灣北部（雞籠、淡水），又於翌年（1885年）新曆3月29日爆發澎湖之役，法軍船艦砲轟澎湖各處砲台，觀音亭為軍區，且鄰近金龜頭砲台，未能倖免於砲火，又因當時駐紮媽宮的粵勇、浙江台州勇趁亂劫掠廟寺文物，林豪《澎湖廳志》婉言曰「鐘鼓等物盡攜去」，而法軍在新曆3月31日占領澎湖之後，觀音亭亦有和尚販售寺內羅漢像予法國士兵等亂象叢生，澎湖觀音亭一時滿目瘡痍。:33-34
清廷和法國締結《中法新约》後，法軍遂於新曆8月4日撤出澎湖全境；新任澎湖通判程邦基隨後履任，開始主導媽宮城隍廟、澎湖觀音亭等重修事宜。澎湖觀音亭於光緒十二年（1886年）重修竣工，程邦基乃題「大慈悲」匾敬獻觀音亭。:34
嗣後，因應清法戰爭戰區多在中國東南海域，清廷重新評估海防布局，進而調整水師編制，將原澎湖水師協升格為澎湖水師鎮，最高軍事長官從副將（從二品）改派總兵（正二品）赴任。光緒十七年（1891年），《澎湖廳志》錄有時任澎湖水師鎮總兵吳宏洛捐銀五百修補觀音亭的紀錄。

### 日治時期
光緒二十年（1894年），大清帝國與日本帝國因朝鮮問題爆發甲午戰爭，清廷不敵日本，雙方幾經交涉，於翌年公元1895年（光緒二十一年、明治二十八年）新曆4月17日簽訂馬關條約（日方稱「下關條約」）達成議和條件，條約內容其中包括割讓臺灣、澎湖群島予日本，同年新曆5月8日，雙方在山東煙台換約，大清官員即日起全數撤出臺灣和澎湖，清日主權自此易幟。

#### 統治初期
日本政府領有臺灣、澎湖之初，便著手進行全域舊慣風俗調查，因日本亦是信篤佛教的國家，便將日本佛教引渡至臺灣，傳入澎湖以日本臨濟宗為主。根據明治三十年（1897年）調查報告，澎湖觀音亭被列入「臨濟宗妙心寺派」，成為京都大本山妙心寺分寺之一，另起日本佛教宗派名稱「澎湖山觀音寺」。日治時期的觀音亭香獲得政府支持，故香火鼎盛，日本和當地香客不絕，亦因地理位置背山面海，可遠望漁翁、白沙星羅諸島，風光殊勝，曾被《臺灣日日新報》報導為觀光勝境。:42

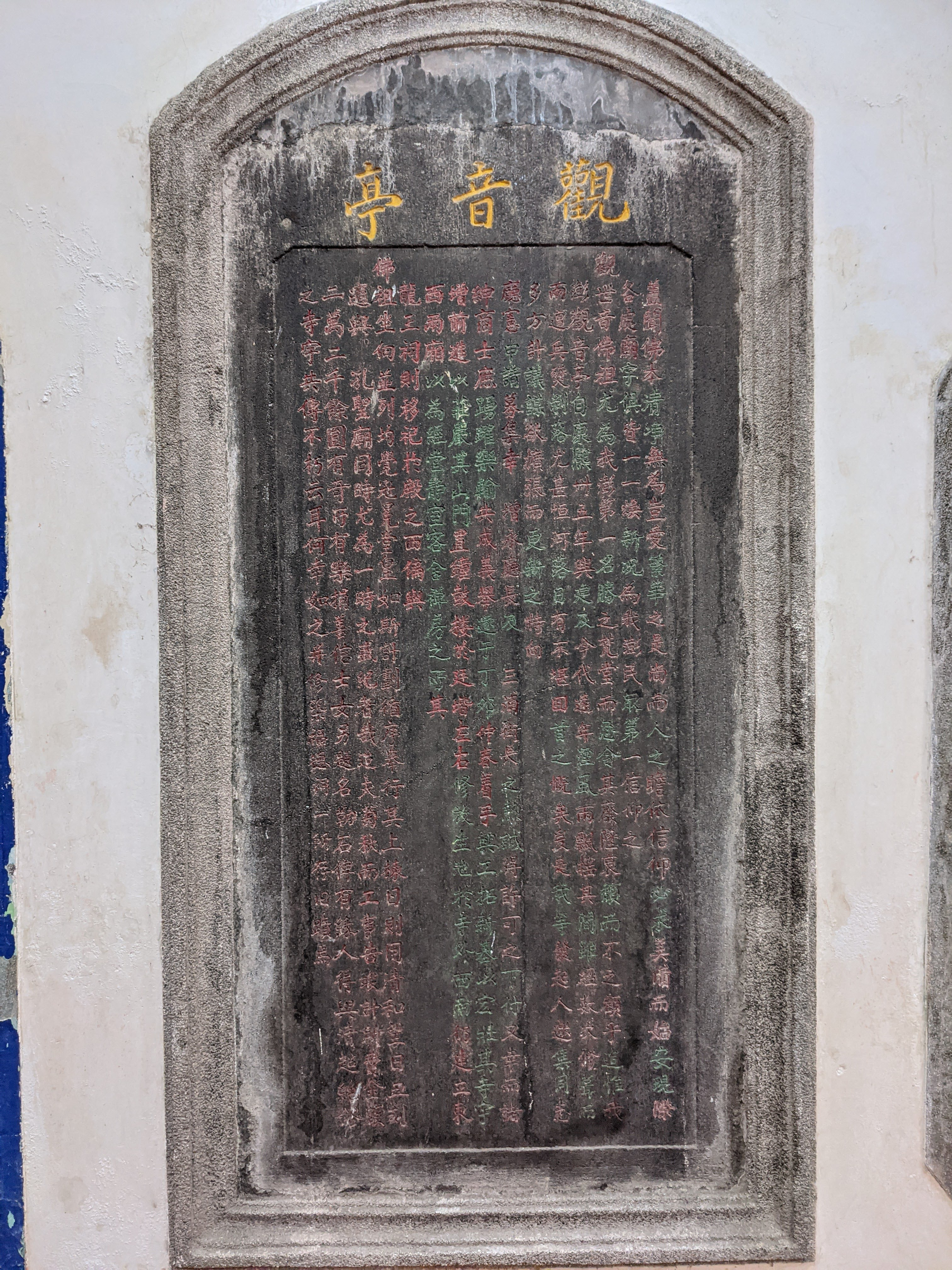
昭和二年（1927年）改築紀念碑。

日治初期明治年間，因應日本政府頒布「禁阿片」政策，澎湖宗教社團一新社在明治三十四年（1901年）推行「扶鸞戒菸」，頗具成效，一時之間讓「鸞堂信仰」蔚為風潮。明治三十九年（1906年），受到一新社影響，觀音亭住持蔡德修與黃有福亦在澎湖觀音亭開辦「由新社省善堂」，澎湖名士林介仁、許晉纓（清朝秀才）亦在省善堂參與之列。觀音亭的鸞務活動終日治時期，尚稱活躍，後因戰後廟寺的管理單位由澎湖佛教會接掌，鸞務因此受到壓縮，幾近停擺。:74-78

#### 昭和大修建
大正十五年（1926年）8月，觀音亭年久失修，《臺灣日日新報》刊載〈重修古廟〉一文，報導澎湖紳商鍾紅樟等向政府申請經費募集許可，預計以三年時間募款，替觀音亭籌措改建經費。昭和二年（1927年）三月，澎湖觀音亭重建動工，同年10月，觀音亭改築工事便告落成；舉辦儀禮時，時任澎湖廳長増永吉次郎（任期：1926年7月－1928年9月）、馬公街長三浦光次（任期：1924年10月－1938年7月）、飯田海軍司令官等日本人等有來共襄盛舉，而在改建期間，寺內觀音佛像乃移祀於西嶼鄉緝馬灣西巖寺（位於今西嶼鄉赤馬村）駐蹕。:44-46
此次澎湖觀音亭改建工程，因觀音亭在清代為具備官祀等級「闔澎公廟」，興建經費主要源自全澎湖51鄉社善男信女的捐獻，以西嶼庄為最（緝馬灣、內垵、外垵、小池角、西巖寺捐款金額囊括全澎湖前五名），除反應西嶼鄉民信仰虔誠，亦彰顯清領、日治時期間，西嶼和媽宮地區關係的緊密。:44-46

#### 空襲下的觀音亭
昭和十九年至二十年（1944年－1945年），太平洋戰爭戰火延燒至澎湖，馬公街、觀音亭一帶也遭到盟軍空襲毀損，馬公地區廟宇主持者如觀音亭、南甲海靈殿便將殿內神像遷移至鄉下避難，觀音亭神像當時供奉在紅羅罩開蠻寺（今湖西鄉紅羅村），直到二戰結束後才返回。:48-50
此外，觀音亭在日治時期的登錄地址為「馬公街馬公946番地」。:15

### 中華民國時期

#### 廣慈法師時期

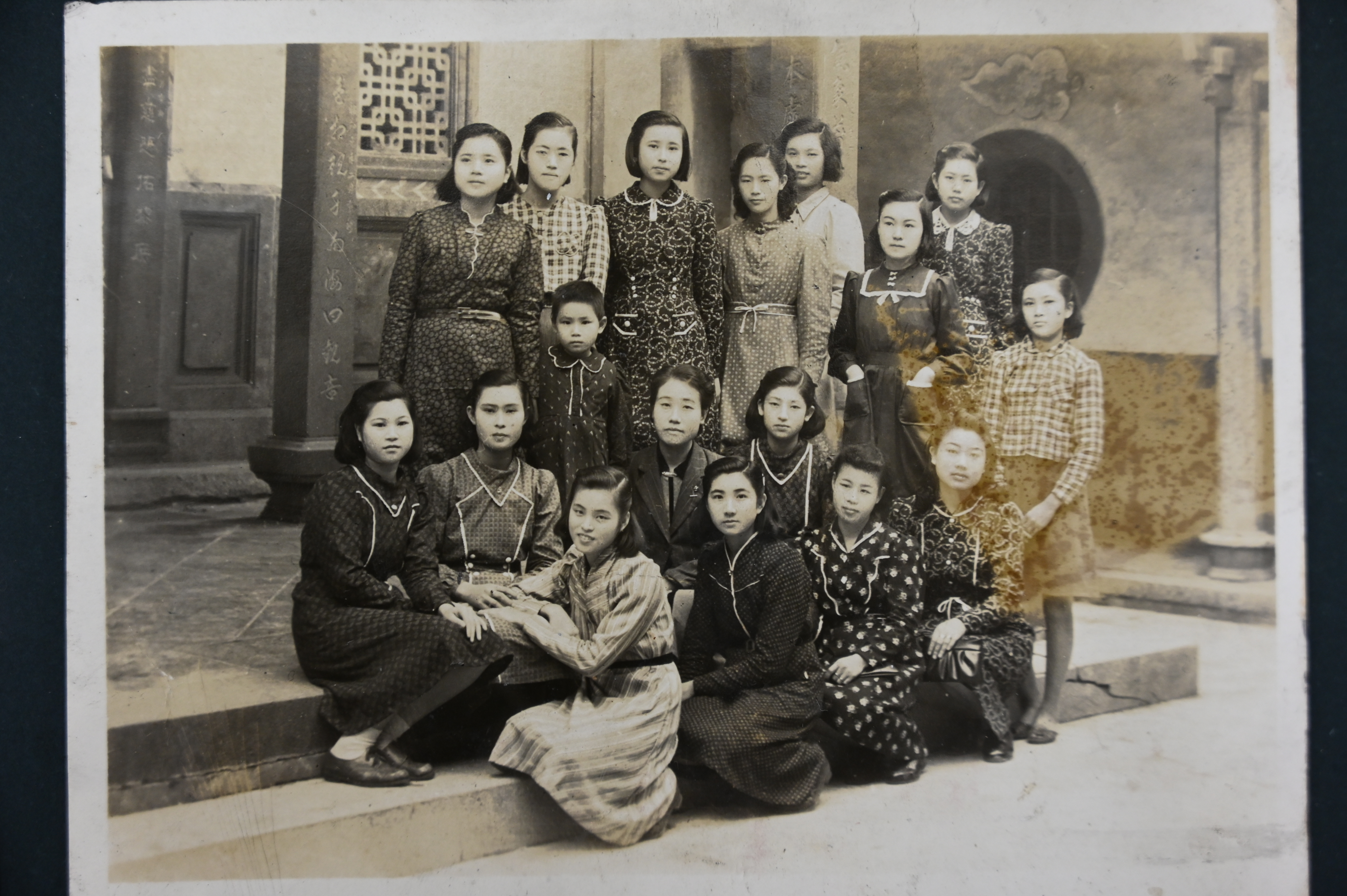
1950年代觀音亭中庭。

1945年，第二次世界大戰結束，日本在8月15日宣布投降，10月份中華民國政府正式接管臺灣和澎湖。嗣後，民國38年（1949年），隨國民政府於國共內戰中失利，大批軍眷、難民湧入臺灣，當地軍舍不敷使用，不少軍隊駐紮各地廟寺、民房或宗祠，觀音亭亦不例外。北方佛教團體如中國佛教會亦在此時期入主臺灣佛教界，來自南京的廣慈法師約民國39年（1950年）駐錫澎湖觀音亭，並進一步接掌觀音亭管理事務。:54
民國42年（1953年），中國佛教會臺灣省澎湖支會在澎湖成立，據點即為觀音亭，並由廣慈法師出任「澎湖佛教會」理事長，廣慈以澎湖佛教會名義，操辦多場祈福法會，並有發放白米救濟貧民等義行，一度頗受政界和鄉里愛戴，觀音亭儼然成為澎湖佛教信仰的重鎮。直到民國48年（1959年），澎湖觀音亭重建落成後的同一年，廣慈法師在10月創辦「正信幼稚園」，大舉募捐，後因管理權和產權與董事會吵得不可開交。:55-57
民國49年（1960年），時任澎湖縣議員許記盛針對「媽宮三大闔澎公廟」（澎湖觀音亭、澎湖天后宮和媽宮城隍廟）在二戰後的管理制度提出質詢，並要求澎湖縣政府交代觀音亭的帳目問題，此事雖已不了了之告終，卻造成澎湖佛教會的信譽下跌。同時，廣慈法師長期擔任理事長，從不曾辦理改選，早為社會輿論詬病已久。民國51年（1962年），縣議員許等爵不僅要求解散澎湖縣佛教會，也要求澎湖縣教育科重新檢討正信幼稚園的產權狀況。澎湖縣政府無力解決議會與佛教會的爭執，只得函請臺灣省政府裁示，臺灣省政府對此函示不須解散佛教會，但提出重新整理組織的要求。澎湖佛教會雖得以保住組織，但經此一風波後，聲望漸趨低迷，且民國52年（1963年）後，馬公地區信願寺、潮音寺相繼成立，吸引大量信眾，後來廣慈法師終究因私德問題黯然離開澎湖，觀音亭登時群龍無首，也不再是佛教徒雲集首選之地。:56-59

#### 鸞堂復興時期
觀音亭聲勢低迷多年之後，部分觀音亭信眾決定重振鸞堂，所以民國63年（1974年）間，委請澎湖三官殿的「三善社三善堂」協助澎湖觀音亭重整停擺多時的鸞務，日治時期活躍的「由新社省善堂」於該年8月21日重新於觀音亭開堂，由陳媽和出任由新社社長、郭振家擔任省善堂堂主，頒訂十條守則以為堂規。:78-79
民國71年至73年（1982年至1984年），闔澎三大公廟之一的媽宮城隍廟連續三年舉辦陸上出巡遶境大典；民國74年（1984年），澎湖天后宮則操辦天上聖母海上遶境活動；適逢民國75年（1986年），闔澎三大公廟管理制度改弦易轍，不再以媽宮三甲（東甲、南甲、北甲）逐年輪替，正式以「東甲主城隍廟、南甲掌天后宮、北甲管觀音亭」為定制，時任由新社社長陳媽和、薛光燦等便和觀音亭主事者商議，提出「觀音菩薩空中出巡」的構想，獲得時任澎湖縣長歐堅壯和澎防部中將毛夢漪的支持。:82-89
嗣後寺方向永興航空租用三架小型飛機，護送觀音菩薩上機繞行澎湖群島一圈，順利於民國76年（1987年）、民國77年（1988年）出巡兩次。民國78年（1989年）繞行澎湖群島結束後，甚至赴往臺灣本島出巡。7月10日先從馬公機場飛往高雄小港機場；7月11日行經恆春、臺東、花蓮、宜蘭、基隆，於當日下午2點33分抵達臺北松山機場，獲得臺北龍山寺、木柵指南宮的熱烈招待；7月12日則從臺灣西部沿新竹、臺中、嘉義等返回澎湖馬公機場；7月13日舉辦軟筵、素食晚宴，澎湖觀音亭舉辦三次的空中出巡法會至此告一段落。:82-89
由新社省善堂復堂後，除了操辦「空中出巡」為時人所稱頌外，亦於民國68年（1979年）、民國69年（1980年）、民國71年（1982年）著造《南無諸佛救苦超渡真經》、《菩提極樂真經》、《南海之行》三本善書，偶有舉辦誦經法會、救助低收入戶慈善活動，但隨成員逐漸老去凋零，鸞務日益沉寂，民國98年（2009年）社主朱茂林往生後，觀音亭鸞堂活動已然停頓。:80

#### 管理委員會時期
臺灣各地舊有宮廟組織因應時代變遷，陸陸續續轉變為「財團法人」或者「委員會」的管理或經營制度。民國103年（2014年）12月27日，澎湖觀音亭成立「澎湖觀音亭管理委員會」，首屆主任委員為王順輝、副主任委員林松德。:295

## 建築
澎湖觀音亭建寺歷時悠久，清領時期便經歷多次修築，可考建築外觀格局經過四次變化，茲列表如下：
| 建築外觀 | 建築年份               | 主導者 | 修繕年份                                      | 備註                                            |
| -------- | ---------------------- | ------ | --------------------------------------------- | ----------------------------------------------- |
| 第一代   | 康熙三十五年（1696年） | 薛奎   | - 乾隆二十九年（1764年）                      |                                                 |
| 第二代   | 乾隆四十六年（1781年） | 陳銓   | - 嘉慶十年（1805年） - 道光六年（1826年）     | 道光年間蔣鏞拆除東側廂房、增建龍王廟。          |
| 第三代   | 光緒元年（1875年）     | 黃學周 | - 光緒十二年（1886年） - 光緒十七年（1891年） | 葉媽利設計。                                    |
| 第四代   | 大正十四年（1925年）   | 鍾紅樟 | - 民國46年（1957年） - 民國92年（2003年）     | 謝江、謝自南設計，現貌。 龍王廟復併入觀音亭內。 |

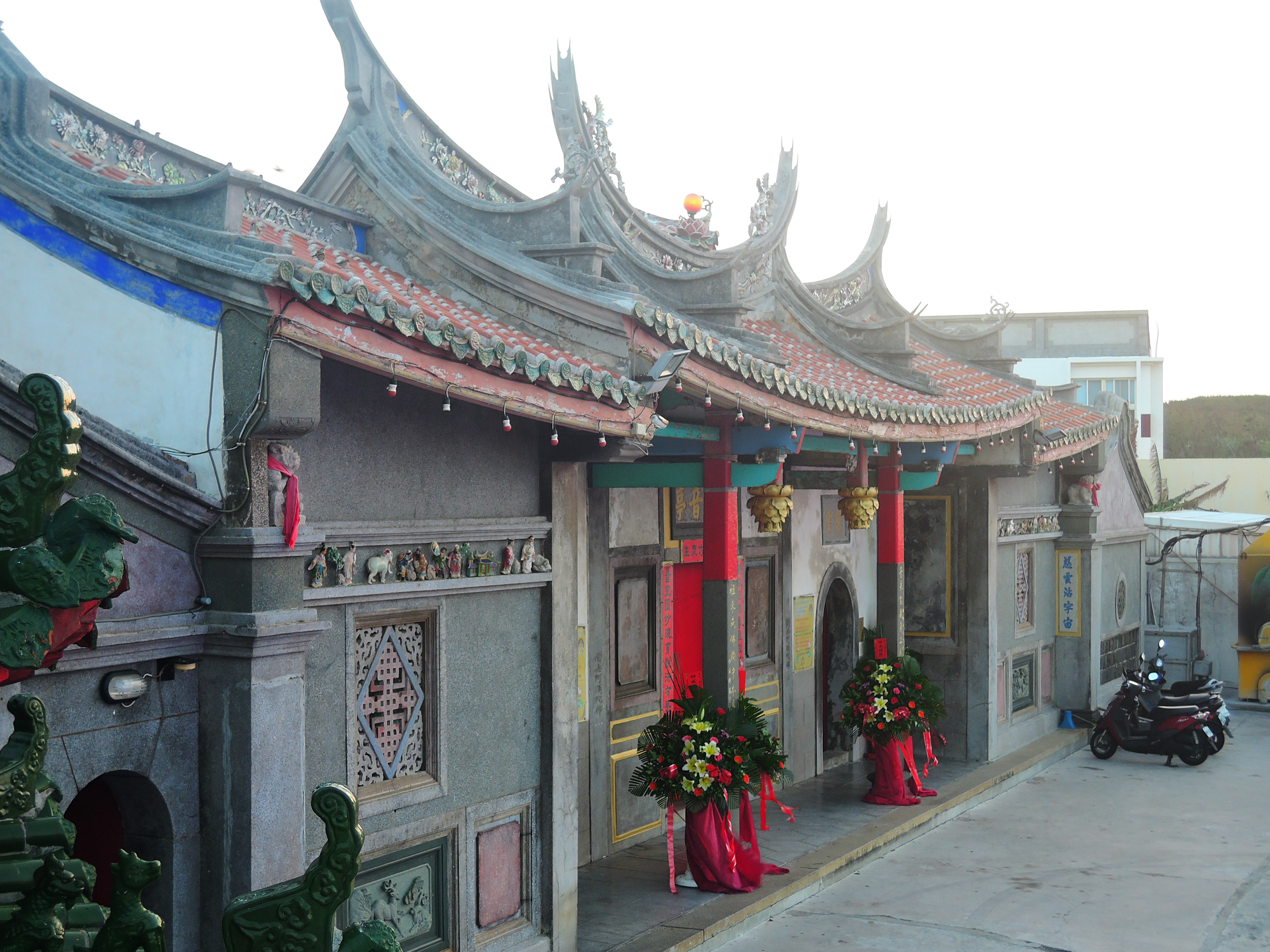
立面五開間，屋頂則為三開間式。

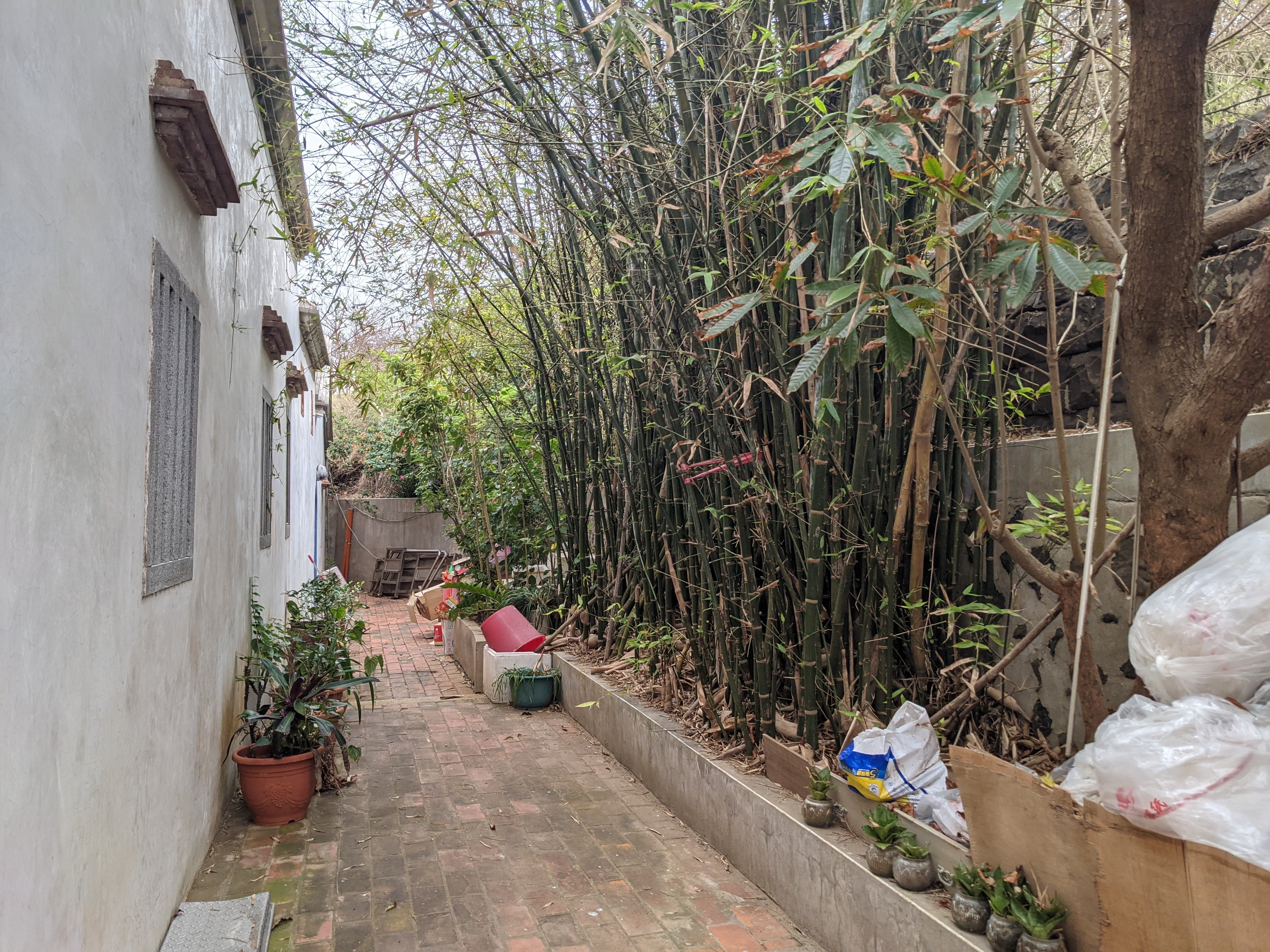
殘存之竹林。（位於後庭）

現今澎湖觀音亭外貌乃奠基於日治昭和二年（1927年），由來自後窟潭（今馬公市重光里）的大木匠師謝江、謝自南父子設計承作；主體建築為「兩進落五開間」，俯瞰廟身呈現正方形，左右添加護龍各一，則整體呈現「兩進落七開間」之格局，連結的穿廊兼具護龍與迴廊的功能。左右護龍後方各置鐘鼓樓的格局，為當時放諸全臺灣係具新意且頗為罕見的設計。又根據〈臺灣日日新報〉報導，昭和年間觀音亭甫落成之際，乃「兩廊內各種之花卉及修竹等，茂盛異常」。:47（鐘鼓樓現今不對外開放）
1945年二戰結束後，澎湖各地的廟宇和房舍多處因戰火仍毀損，不少民眾寄望重新修葺地方廟宇，但因戰後民間財力拮据，當時臺灣省政府則認為宮廟乃「崇拜神權迷信」之不良風俗為由，應予以查禁，並不支持民間宗教修築廟宇。澎湖觀音亭在戰後呈現破敗多年，直到民國46年（1957年），郭石頭、鮑霧、蔡陣、許等爵、薛庚寅等地方名士排除政治上層層障礙，組織「馬公三甲人士組織觀音亭修建委員會」，總算進行戰後第一次的重修工程，募集38個村里捐資寄付，順利於民國48年（1959年）5月19日落成。:50-53
民國74年（1985年）11月27日，澎湖觀音亭被內政部登錄為「三級古蹟」，民國85年（1996年）間因應文化資產保存法修訂，現屬「縣級古蹟」，主管機關為澎湖縣政府文化局。

民國92年（2003年），澎湖觀音亭屋面新作，進行檢修、抽換桁木工程，部分大木建構被鋼筋水泥的樑柱取代，於民國95年（2006年）完工。

### 格局
觀音亭取景背山面水（澎湖內海），立面形式為五開間兩護龍，山門面寬比例，依照明間、次間、稍間，分別是1.36：1：1.39。屋脊則分為五段，而立面明間與次間雖以屋樑隔斷，但實際上為聯式屋脊，整體為三間開式屋面，兩側護龍採馬背造型，起伏有秩，並與後頭突出的鐘樓、鼓樓形成協調的效果。:240
觀音亭正殿與拜殿因東北季風強勁，除屋簷幅度低緩，棟架高度受限，僅架有三斗疊層，在拜殿的脊桁雕有葫蘆型態的連珠疊斗，放諸臺灣廟宇頗為罕見。此外，澎湖觀音亭的拜殿和正殿皆出現橫向輔助樑，其樑木斷面呈現八角形，此為閩南、潮州和汕頭一帶常見工法，而在其他地區輔助樑多作燈樑使用，並無鞏固結構的效果，也反應澎湖傳統木造建築之特色。:240

### 雌雄獅像
今澎湖觀音亭寺埕兩尊雌雄獅像，乃灰泥糯米雕塑，原置於清代澎湖水師總鎮署衙門前。澎湖水師總鎮署衙門落成於光緒十三年（1887年），1895年後被日本政府接收，做為澎湖地區行政長官辦公廳使用，即第一代「澎湖廳舍」。
昭和初年（約1930年代前後），整體為木結構的澎湖廳舍漸趨老舊腐壞，日本政府遂另覓新地（鬼仔山）建辦公廳，第二代「澎湖廳舍」於昭和十年（1935年）2月11日正式啟用，而舊總鎮署衙門門口雌雄獅像則於昭和十二年（1937年）移至澎湖觀音亭前。:178-180

## 文物
澎湖觀音亭歷史悠久，珍藏古物繁多，茲列表如下：

### 清領時期
| 編號 | 品名                 | 圖片 | 敬獻年份                  | 文字 | 文字                  | 備註                                                                          |
| 編號 | 品名                 | 圖片 | 敬獻年份                  | 題辭 | 敬獻者                | 備註                                                                          |
| ---- | -------------------- | ---- | ------------------------- | --- | --------------------- | ----------------------------------------------------------------------------- |
| 01   | 祥雲甘露楹聯         |      | 1764年 （乾隆二十九年）   | 年款：乾隆甲申年仲秋 上聯：「祥雲靄靄來南海」 下聯：「甘露湛湛潤炎方」 落款：護理副總兵官戴福敬立 | 戴福                  | 觀音亭年份最早的文物                                                          |
| 02   | 如是觀匾             |      | 1823年 （道光三年）       | 年款：道光三年瓜月吉旦 落款：信官 沈朝冠敬酬 | 沈朝冠 （水師武官）   |                                                                               |
| 03   | 澤沛春生楹聯         |      | 1823年 （道光三年）       | 年款：道光三年季秋穀旦 上聯：「澤沛楊枝頻年沐西天法雨」 下聯：「春生蓮座到處被南海慈雲」 落款：候補知州借補澎湖通判蔣鏞 | 蔣鏞                  |                                                                               |
| 04   | 薄海蒙庥匾           |      | 1842年 （道光二十一年）   | 年款：龍飛道光二十一年歲次辛丑荷月穀旦 落款：協鎮福建澎湖水師等處地方副總兵官詹功顯 | 詹功顯                |                                                                               |
| 05   | 寶珞慈航楹聯         |      | 1886年 （光緒十二年）     | 上聯：「寶珞耀雲端萬朵祥光震旦曇花隨法現」 下聯：「慈航橫海表幾聲梵響乾陀魚鼓逐潮來」 附記：「乙酉花朝，法夷犯順，余率師扼溝力禦，宵深忽見廟畔霰光照耀，若內典所傳珠瓔寶珞者，用是於砲彈煙雨之中，血戰兩晝夜，幸免傷痍書於榜楹以誌神貺。」 落款：「東官，劉璨瑩謹獻並記」 | 劉璨瑩                | 清法戰爭參戰者文物                                                            |
| 06   | 大慈悲匾             |      | 1886年 （光緒十二年）     | 年款：光緒丙戌春月吉旦 落款：署通判事程邦基敬立 | 程邦基                |                                                                               |
| 07   | 慈航普濟匾           |      | 1890年 （光緒十六年）     | 年款：光緒歲次庚寅菊秋吉旦 落款：總帶宏軍前營花翎儘先補用游擊劉忠樑 | 劉忠樑                |                                                                               |
| 08   | 鐵鑄古鐘             |      | 年份不詳                  | 字跡難辨 可視銘文「澎湖鎮記名總」 | 應為王芝生            | 陳列廟埕西側                                                                  |
| 09   | 喜助觀音亭佛祖香油碑 |      | 疑1845年 （道光二十五年） | 原文： 「海壇劉印元成，即澎湖監生劉，敬買瓦店一座， 喜助觀音亭佛祖香油，爰勒之石以垂永久， 是為立。 □□□□□月 日給。」 | 劉元成 （亦作劉克成） | 觀音亭在清代僅存的石碑。 2021年，澎湖縣工務處因寺埕工程監工不善，此碑已毀損。 |

### 日治時期
| 編號 | 品名                     | 圖片 | 敬獻年份                 | 文字 | 文字             | 備註               |
| 編號 | 品名                     | 圖片 | 敬獻年份                 | 題辭 | 敬獻者           | 備註               |
| ---- | ------------------------ | ---- | ------------------------ | --- | ---------------- | ------------------ |
| 01   | 由新社省善堂             |      | 約1906年（明治三十九年） | 無 | 由新社省善堂     | 西廂房             |
| 02   | 蓮座春風匾               |      | 1927年 （昭和二年）      | 年款：昭和丁卯菊月下旬吉旦 落款：西嶼緝馬湾、內垵鄉眾弟子仝献                                                                                     | 西嶼赤馬村、內垵 | 正殿               |
| 03   | 慈雲遠被匾               |      | 1927年 （昭和二年）      | 年款：歲次丁卯年冬月重新落成 落款：北辰宮明善堂眾弟子仝叩                                                                                         | 北辰宮明善堂     | 正殿               |
| 04   | 亦復如是匾               |      | 1927年 （昭和二年）      | 年款：歲次丁卯陽春之月重建 落款：開澎紳商士庶仝敬献                                                                                               | 開澎紳商士庶     | 正殿神龕正上方     |
| 05   | 觀遍世音餘鄉楹聯         |      | 1927年 （昭和二年）      | 年款：歲次丁卯年冬月重新落成 上聯：「觀遍世三千蓮葉香雲化西瀛重新佛界」 下聯：「音餘鄉七十柳枝甘露貽表海齊仰靈山」 落款：海靈殿兼善堂諸弟子敬贈   | 南甲弟子         | 正殿神龕兩側       |
| 06   | 佛法祖恩楹聯             |      | 1927年 （昭和二年）      | 年款：歲次丁卯年冬月重新落成 上聯：「佛德存婆心靈昭南海」 下聯：「祖恩施法雨澤被西瀛」 落款：本澎北甲弟子許金平率男等継、年續仝拜酬               | 許金平等         | 正殿神龕兩側       |
| 07   | 昭和三年北甲信士頂下桌組 |      | 1928年 （昭和三年）      | 年款：弎年歲次戊戌六月吉旦 | 北甲弟子         |                    |
| 08   | 佛放祖傳楹聯             |      | 1929年 （昭和四年）      | 年款：太歲己巳年桂秋之月 上聯：「佛放大光明重煥瀛西諸勝地」 下聯：「祖傳徽妙法別開海外一香山」 落款：監督改築發起人陳彬率男國珍、國課、國龍仝敬献 | 陳彬等           | 拜殿兩側壁         |
| 09   | 昭和四年晨鐘暮鼓組       |      | 1929年 （昭和四年）      | 落款：昭和四年二月馬公工作部有志者一同奉獻 | 馬公工作部       |                    |
| 10   | 慈悲通慧匾               |      | 1937年 （昭和十二年）    | 年款：歲次丁卯年冬月重新落成 落款：馬公陳柱卿偕男拓光孫信秀、信夫叩                                                                               | 陳柱卿           | 陳柱卿曾任馬公區長 |

## 鸞堂
澎湖觀音亭受一新社影響，於明治卅九年（1906年）開辦鸞堂，頒定守則十二條，社名「由新社」、堂號「省善堂」，時人曾作對聯慶賀曰：「由己為人視聽動言須守禮，新書勸善聖道仙佛亦勞心」、「省躬奮勉當精進，善道趨求莫畏艱」其鸞堂成員名錄如下表：:74-75、80

### 日治時期
| 職務         | 成員姓名                       | 備註                     | 來源   |
| ------------ | ------------------------------ | ------------------------ | ------ |
| 在堂董事     | 蔡德修、黃有福                 | 住持                     | [ 37 ] |
| 總幫理校正事 | 許晉纓、林維藩                 | 前清秀才                 | [ 37 ] |
| 協幫辦參校事 | 林其昌、王邦樞                 |                          | [ 37 ] |
| 總理內外堂務 | 林黃治、鄭隆興、江子丹         |                          | [ 37 ] |
| 知客生       | 許遠方                         |                          | [ 37 ] |
| 正鸞生       | 黃如山、黃節儉                 |                          | [ 37 ] |
| 幫鸞生       | 林啓華                         |                          | [ 37 ] |
| 副鸞生       | 吳翔南、謝清源、吳鴻達         |                          | [ 37 ] |
| 請鸞生       | 葉尊爵、林英華、吳揚名、鄭其德 |                          | [ 37 ] |
| 唱鸞生       | 王秉倫、吳翼如                 |                          | [ 37 ] |
| 傳鸞生       | 林全仁、陳永如                 |                          | [ 37 ] |
| 錄鸞生       | 劉壽輝、吳成金                 |                          | [ 37 ] |
| 迎禮生       | 辛修忠、許子貴、黃歐發         | 辛修忠亦為馬公澄源堂堂主 | [ 37 ] |
| 行禮生       | 吳鴻基、廖有玉、林守仁、莊秉衡 |                          | [ 37 ] |

### 中華民國時期
二次戰後，澎湖觀音亭事務由廣慈法師等佛教高僧主導，鸞務也因舊有成員凋零老去、因此停擺多年，直到民國63年（1974年）間在澎湖三官殿的「三善社三善堂」襄助下，8月21日才正式復堂；而其由新社省善堂職務更迭如下：:78-80
| 年份               | 日期     | 職務     | 成員                   | 大事記 |
| ------------------ | -------- | -------- | ---------------------- | --- |
| 民國63年（1974年） | 8月21日  | 社主     | 陳媽和                 | - 民國68年（1979年），著造善書《南無諸佛救苦超渡真經》。 - 民國69年（1980年），著造善書《菩提極樂真經》。                                                                                                 |
| 民國63年（1974年） | 8月21日  | 堂主     | 郭振家                 | - 民國68年（1979年），著造善書《南無諸佛救苦超渡真經》。 - 民國69年（1980年），著造善書《菩提極樂真經》。                                                                                                 |
| 民國63年（1974年） | 8月21日  | 副堂主   | 薛光燦                 | - 民國68年（1979年），著造善書《南無諸佛救苦超渡真經》。 - 民國69年（1980年），著造善書《菩提極樂真經》。                                                                                                 |
| 民國68年（1979年） | 12月9日  | 社主     | 陳媽和                 | - 民國68年（1979年），著造善書《南無諸佛救苦超渡真經》。 - 民國69年（1980年），著造善書《菩提極樂真經》。                                                                                                 |
| 民國68年（1979年） | 12月9日  | 副社主   | 薛光燦                 | - 民國68年（1979年），著造善書《南無諸佛救苦超渡真經》。 - 民國69年（1980年），著造善書《菩提極樂真經》。                                                                                                 |
| 民國68年（1979年） | 12月9日  | 堂主     | 吳廷國                 | - 民國68年（1979年），著造善書《南無諸佛救苦超渡真經》。 - 民國69年（1980年），著造善書《菩提極樂真經》。                                                                                                 |
| 民國70年（1981年） | 不詳     | 社主     | 陳媽和                 | - 民國71年（1982年），著造善書《南海之行》。 - 民國76年（1987年），操辦澎湖群島「空中出巡」。 - 民國77年（1988年），操辦澎湖群島「空中出巡」。 - 民國78年（1989年），操辦澎湖群島暨台灣本島「空中出巡」。 |
| 民國70年（1981年） | 不詳     | 副社主   | 郭振家                 | - 民國71年（1982年），著造善書《南海之行》。 - 民國76年（1987年），操辦澎湖群島「空中出巡」。 - 民國77年（1988年），操辦澎湖群島「空中出巡」。 - 民國78年（1989年），操辦澎湖群島暨台灣本島「空中出巡」。 |
| 民國70年（1981年） | 不詳     | 堂主     | 吳廷國                 | - 民國71年（1982年），著造善書《南海之行》。 - 民國76年（1987年），操辦澎湖群島「空中出巡」。 - 民國77年（1988年），操辦澎湖群島「空中出巡」。 - 民國78年（1989年），操辦澎湖群島暨台灣本島「空中出巡」。 |
| 民國70年（1981年） | 不詳     | 副堂主   | 朱茂林、王清河、薛陳好 | - 民國71年（1982年），著造善書《南海之行》。 - 民國76年（1987年），操辦澎湖群島「空中出巡」。 - 民國77年（1988年），操辦澎湖群島「空中出巡」。 - 民國78年（1989年），操辦澎湖群島暨台灣本島「空中出巡」。 |
| 民國86年（1997年） | 不詳     | 堂主     | 葉悉                   | |
| 民國86年（1997年） | 不詳     | 副堂主   | 朱茂林（暫代）         | |
| 民國87年（1998年） | 7月6日   | 社主     | 朱茂林                 | |
| 民國87年（1998年） | 7月6日   | 堂主     | 張文專                 | |
| 民國87年（1998年） | 7月6日   | 副堂主   | 尹清波                 | |
| 民國91年（2002年） | 10月18日 | 社主     | 朱茂林                 | |
| 民國91年（2002年） | 10月18日 | 副社主   | 莊文正、胡金柳         | |
| 民國91年（2002年） | 10月18日 | 堂主     | 林財傳                 | |
| 民國91年（2002年） | 10月18日 | 副堂主   | 歐順天、朱郭素香       | |
| 民國91年（2002年） | 10月18日 | 常務監察 | 朱晉平                 | |
| 民國91年（2002年） | 10月18日 | 監察     | 宋秋紅                 | |
| 民國91年（2002年） | 10月18日 | 會計     | 林垂昆                 | |

民國98年（2009年），由新社社主朱茂林辭世之後，鸞堂的活動亦陷入停頓。:80

## 祭祀
觀世音菩薩是佛教神祇，每年以「佛菩薩壽誕」和「盂蘭盆節」為主要法會和祀儀。另外，佛教不碰葷腥，供品切勿以葷食或五辛類食物參拜，奉齋菜、蔬果、花卉即可。
- 農曆二月十九（觀音菩薩聖誕之日）
- 農曆六月十九（觀音菩薩成道之日）
- 農曆九月十九（觀音菩薩出家之日）

副祀的龍王廟則奉龍王，主庇佑海象安穩、航行平安。
澎湖地區農曆七月舉辦普渡時，往例由媽宮城隍廟開辦，最後在觀音亭結尾，所以當地有「城隍廟放，觀音亭收」之俗諺。

## 詩詠
澎湖觀音亭歷史悠久，且為官祀廟宇，因環境優美，自清領時期不乏文人騷客造訪，並留下詩詠的作品，如道光年間，由時任澎湖通判蔣鏞編撰《澎湖續編》便收錄泉州同安人許宏〈到觀音亭〉七言律詩一首：:242-245
|  | 梵宇經樓面吼門，紅城西嶼絡包分。 映堦曇影臨風舞，繞洞潮音坐月聞。 鐘響萬家驚夜夢，舟凌千頃渡慈雲。 浮萍孤客登仙界，應淨凡心一念紛。 |

日治時期大正七年（1918年），則有沙港人士陳午橋作〈遊觀音亭〉七言絕句：:243
|  | 菩薩無心僧亦古，木魚青磬警袈裟。 此中真箇逍遙地，朝看海雲暮看霞。 |

澎湖宿儒林介仁也在日治時期作〈重遊觀音亭〉七言律詩一首，惟寫作年份不詳；另外日本學者，出身於東京的久保天隨亦於昭和七年（1932年）間，以臺北帝國大學教授身分，赴往澎湖考察諸多名勝，爾後出版《澎湖遊草》一書中，以漢文創作漢詩〈澎湖雜詩〉，其中描述觀音亭的詩句為：:243
|  | 觀音亭古接郊墟，景邑蕭條煙火疏。 鐘鼓聲殘斜陽暝，海山歷劫戰爭餘。 |

1945年二次戰後，觀音亭恰為西瀛吟社舉辦月課之場所，因此西瀛吟社所出版的書冊中，包括李丁榮、吳克文、歐天錫、顏其碩、紀双抱等皆有創作以澎湖觀音亭為主題的詩作，其中又以吳克文及顏其碩作品較豐。:246-249

## 圖輯

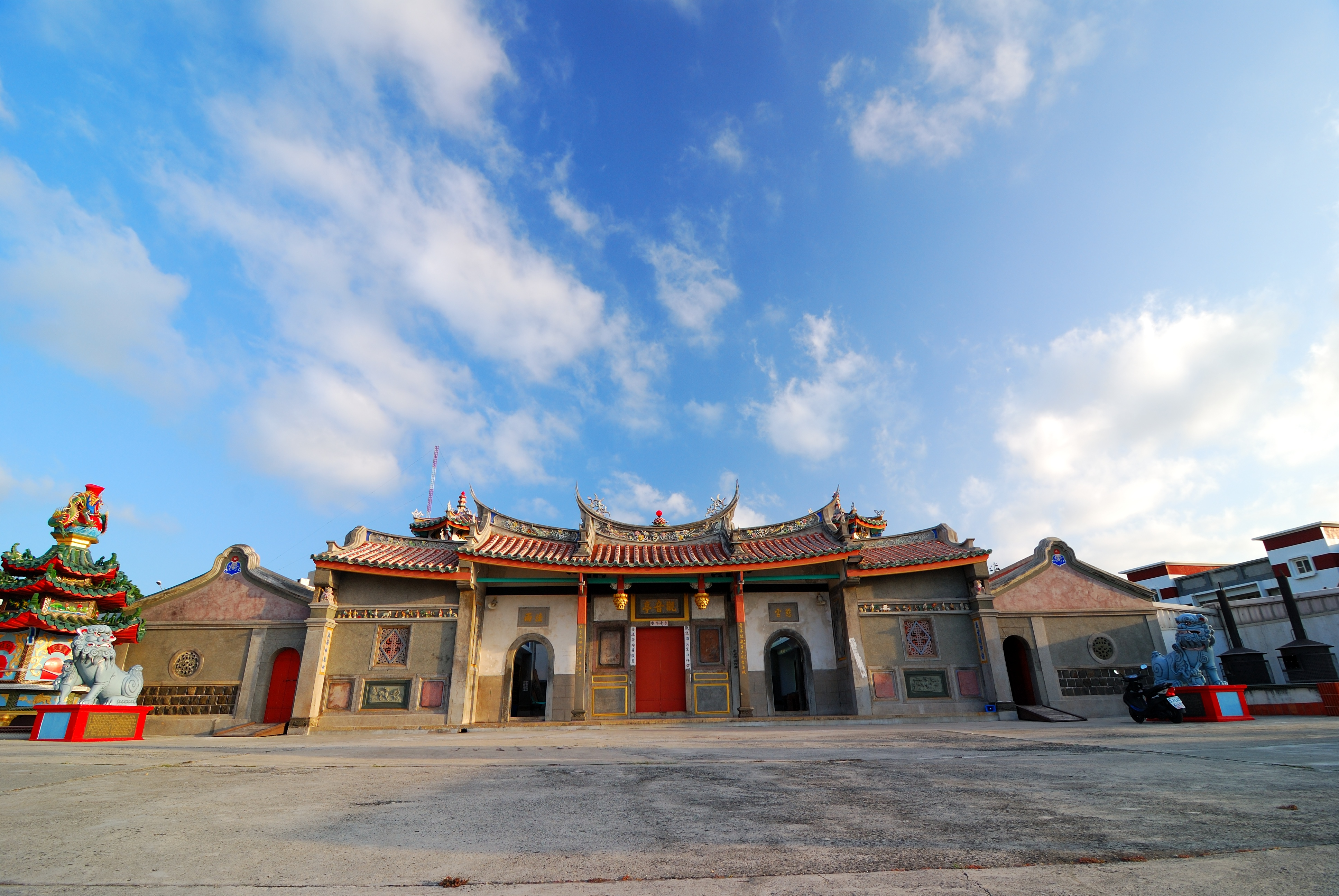
七開間立面與廟埕
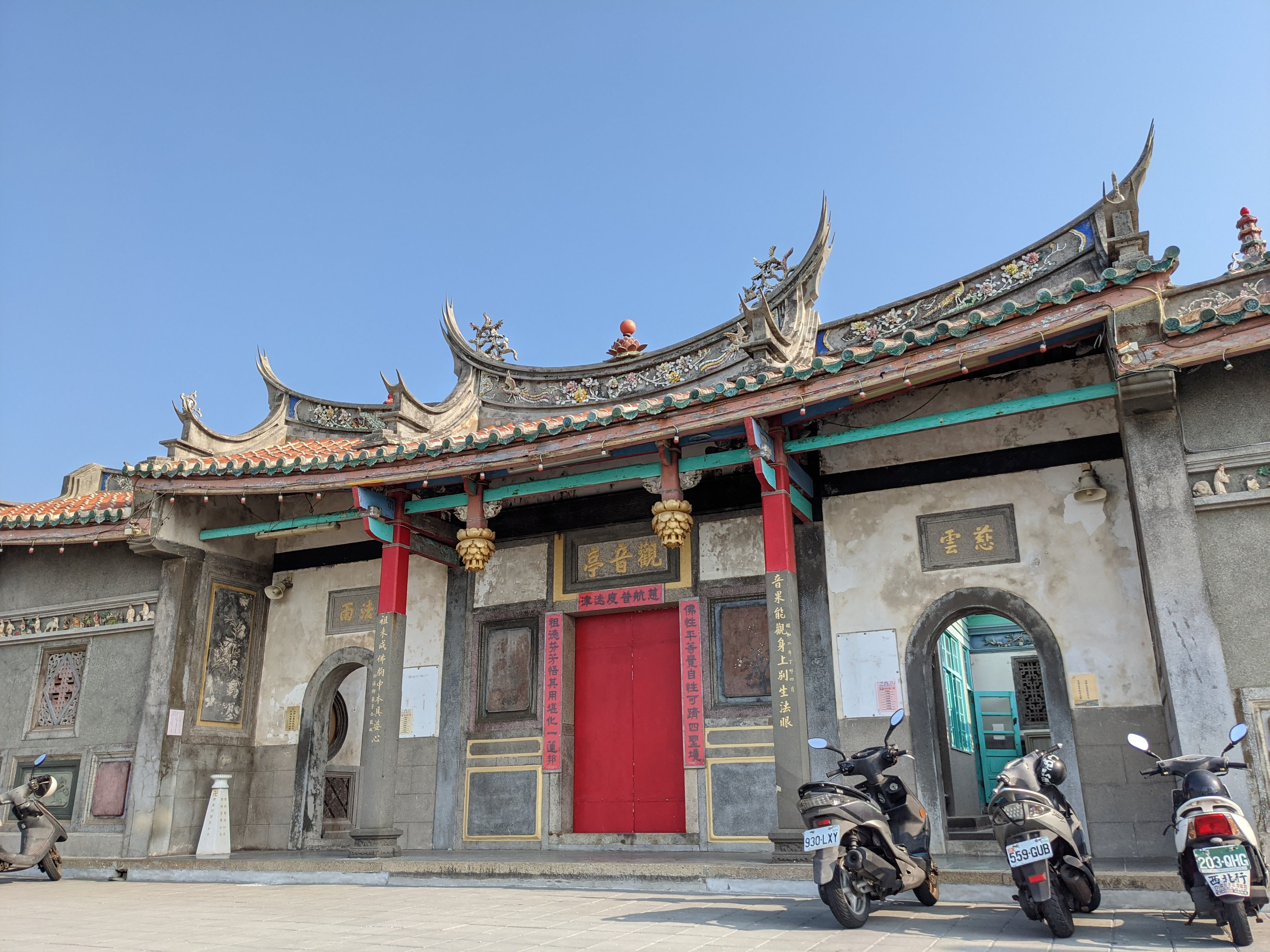
古剎近照
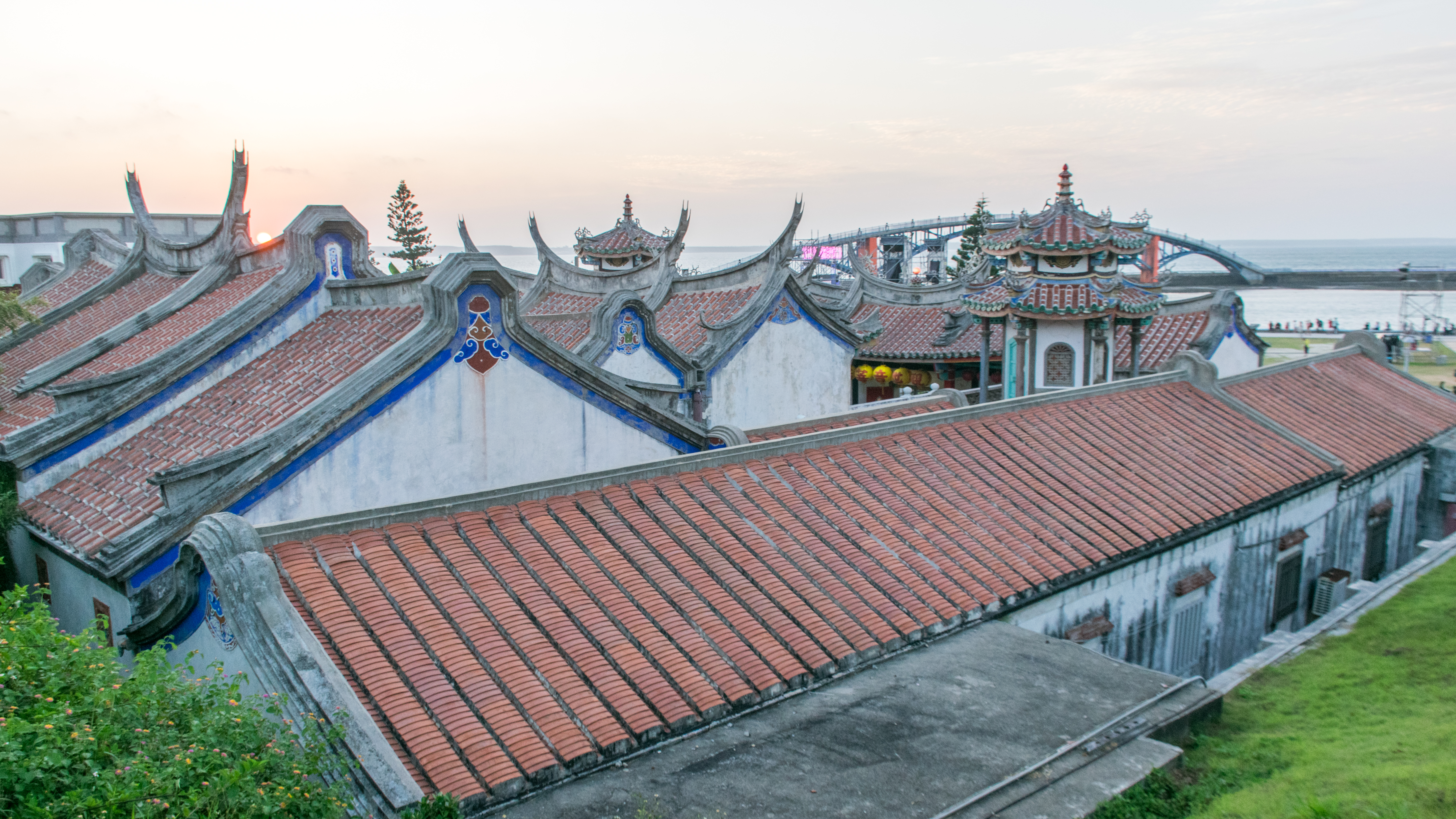
觀音亭鼓樓與西瀛虹橋
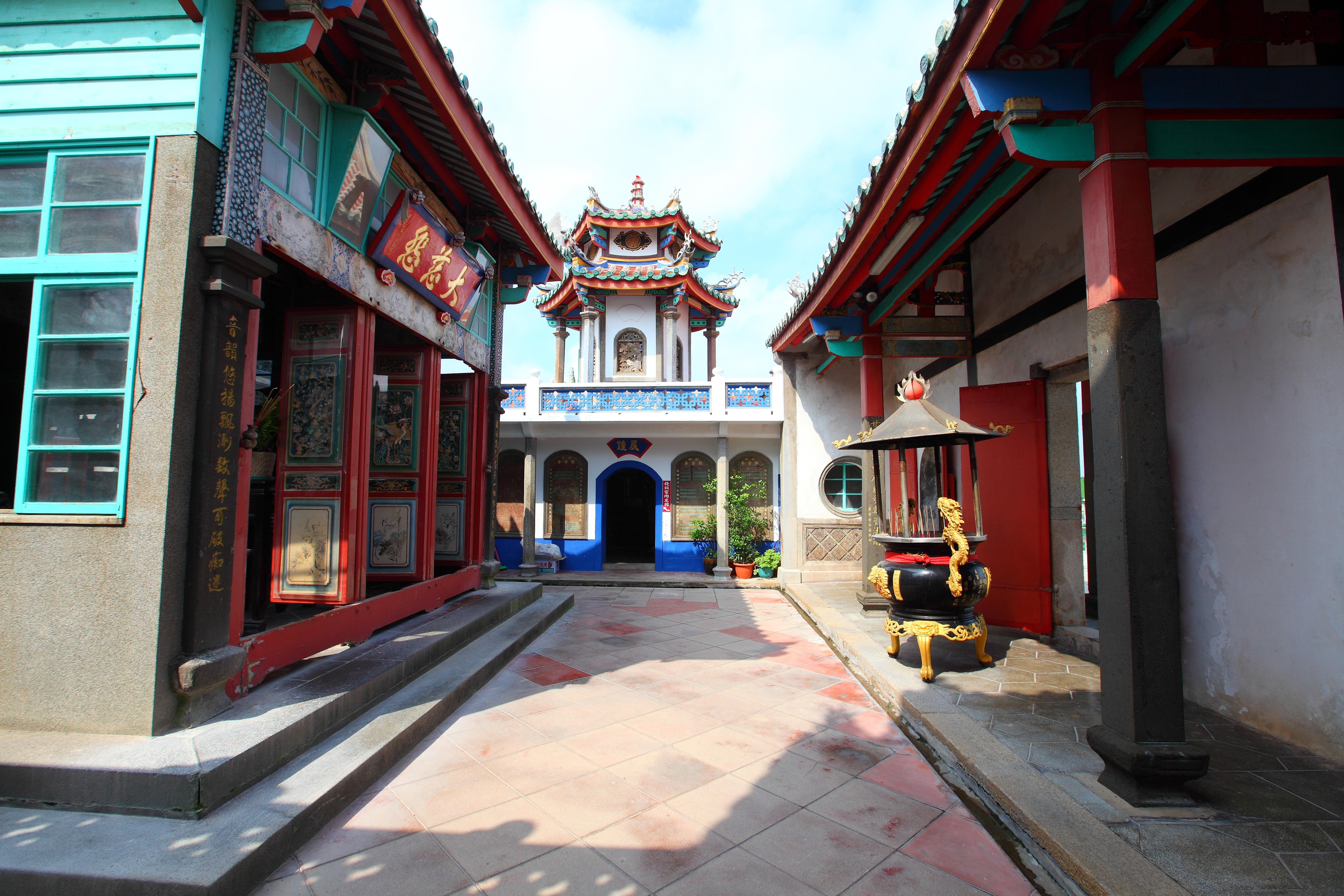
中庭與鐘樓
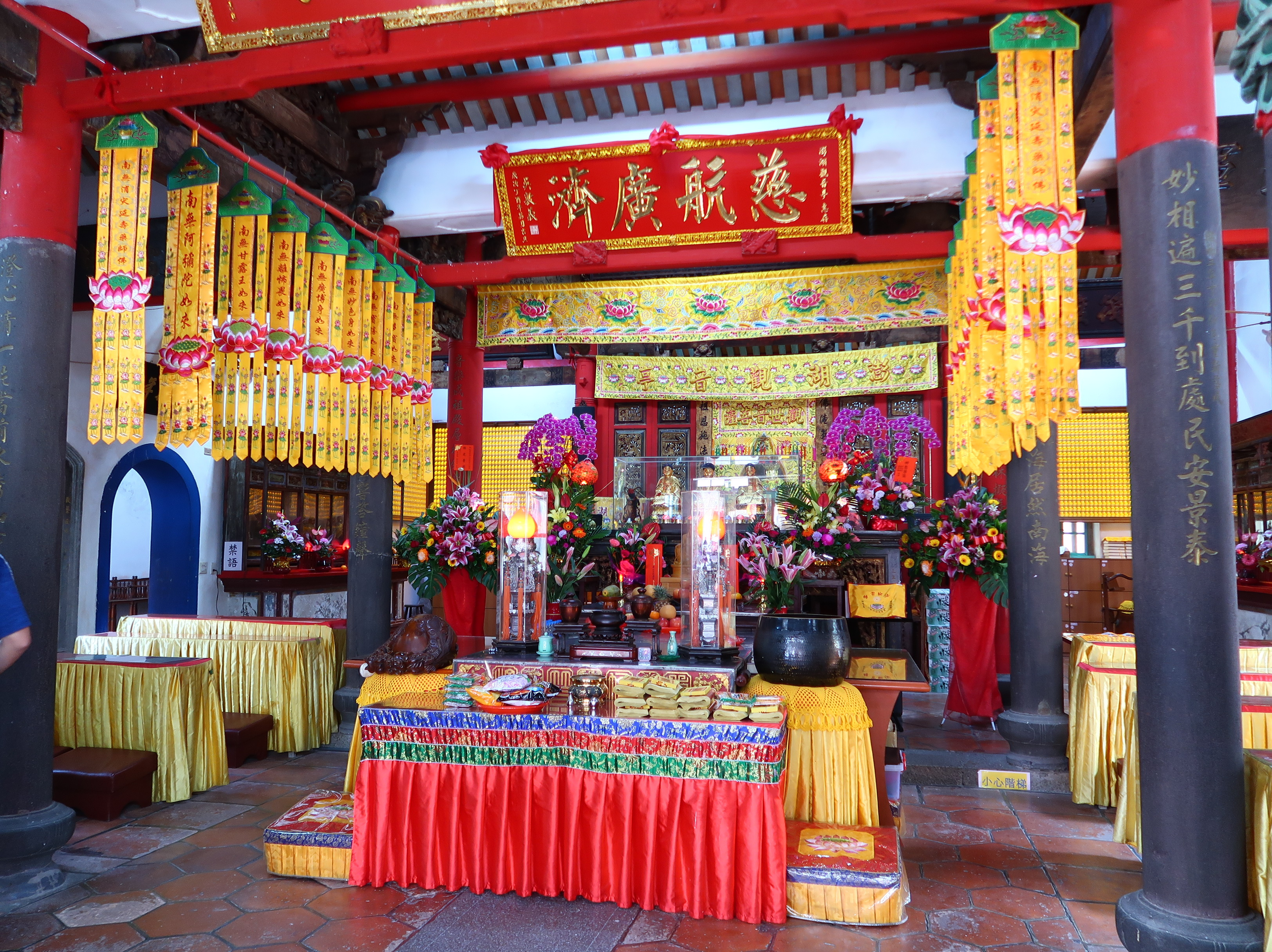
大廳
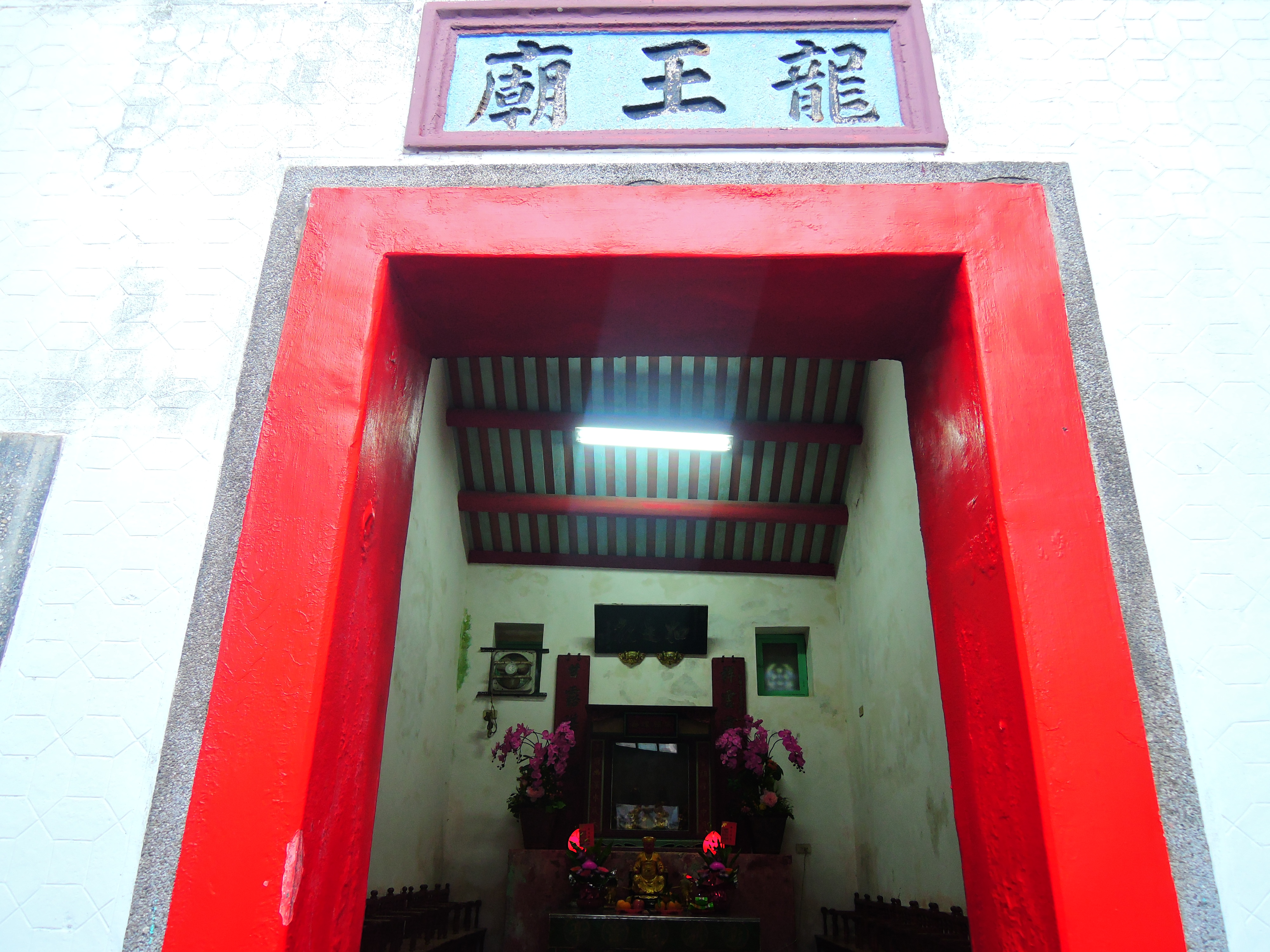
位於東廂房的澎湖龍王廟
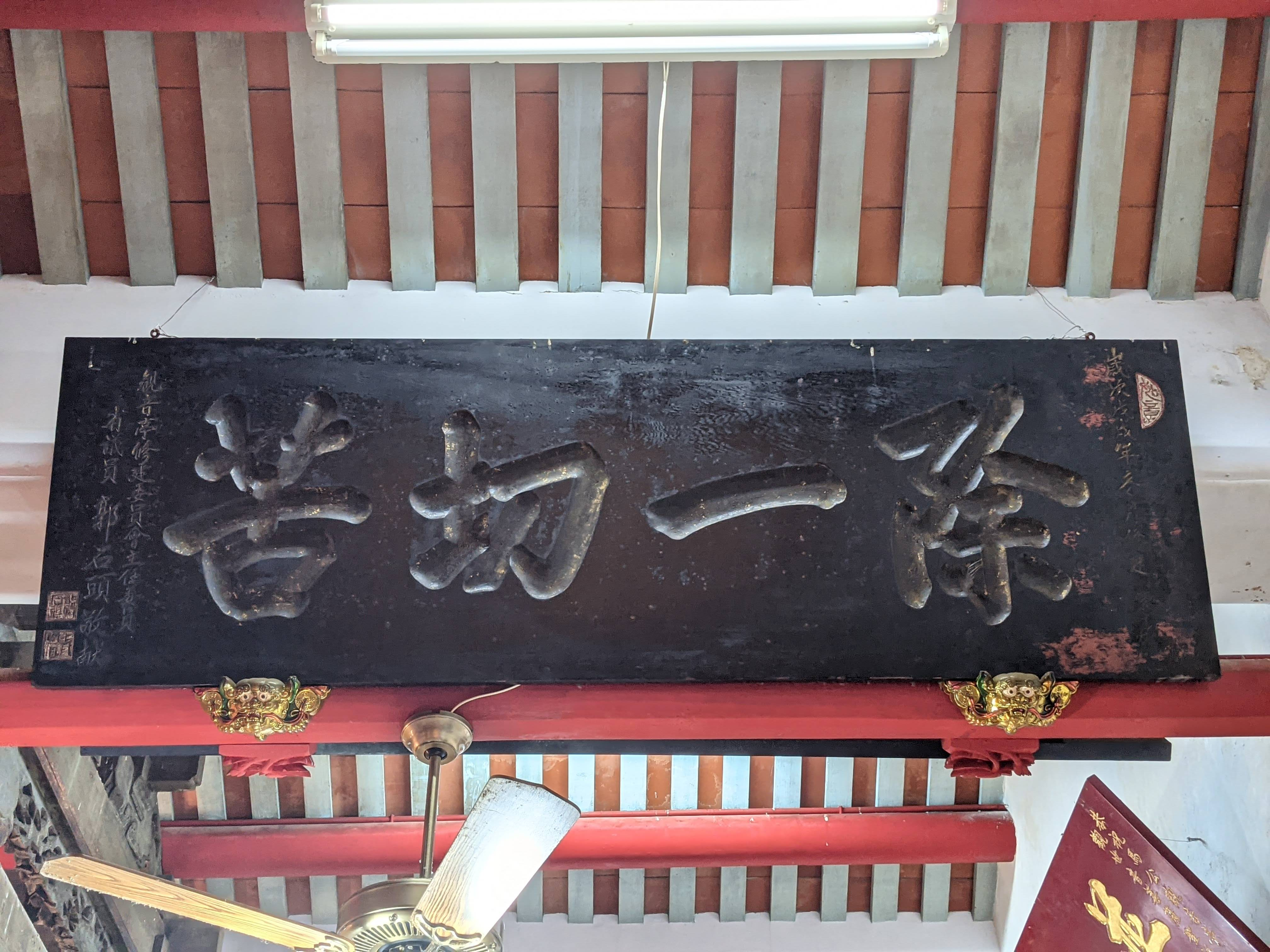
除一切苦匾：郭石頭敬獻
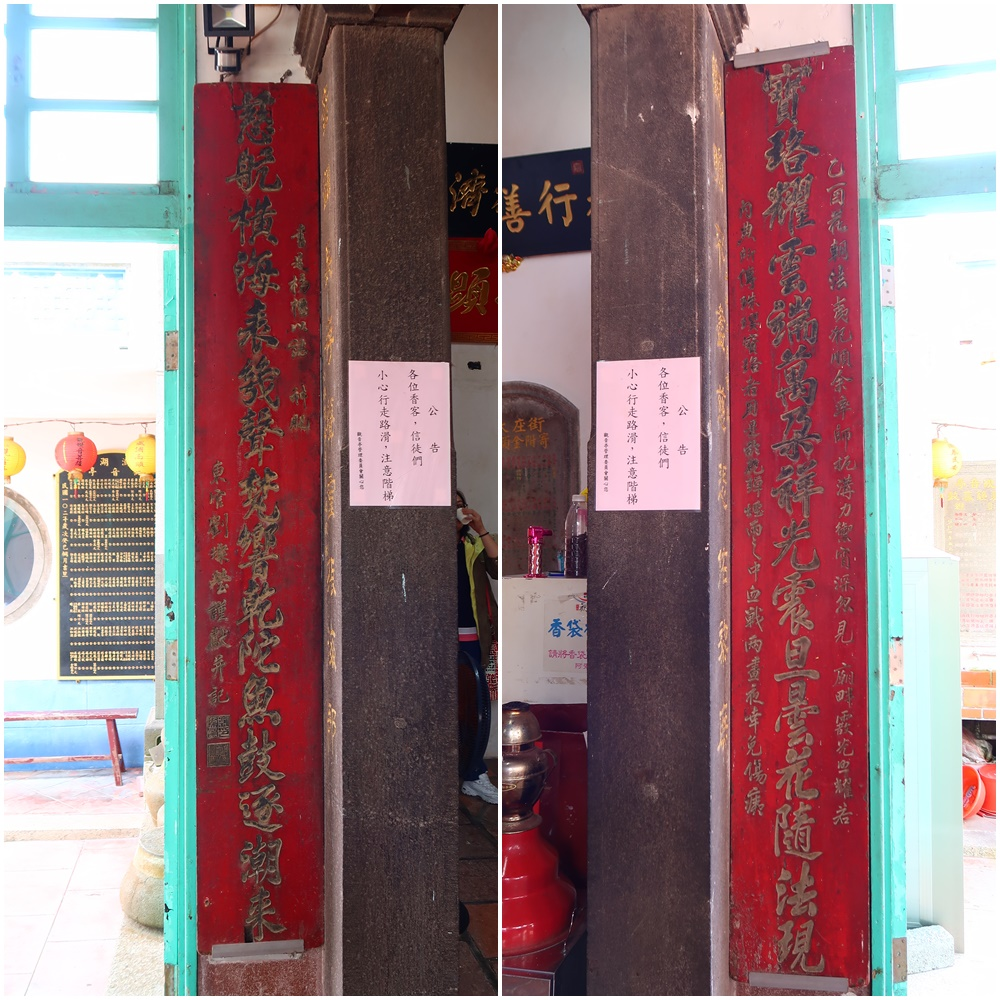
清法戰爭參戰者劉璨瑩題贈之楹聯

## 周邊景觀

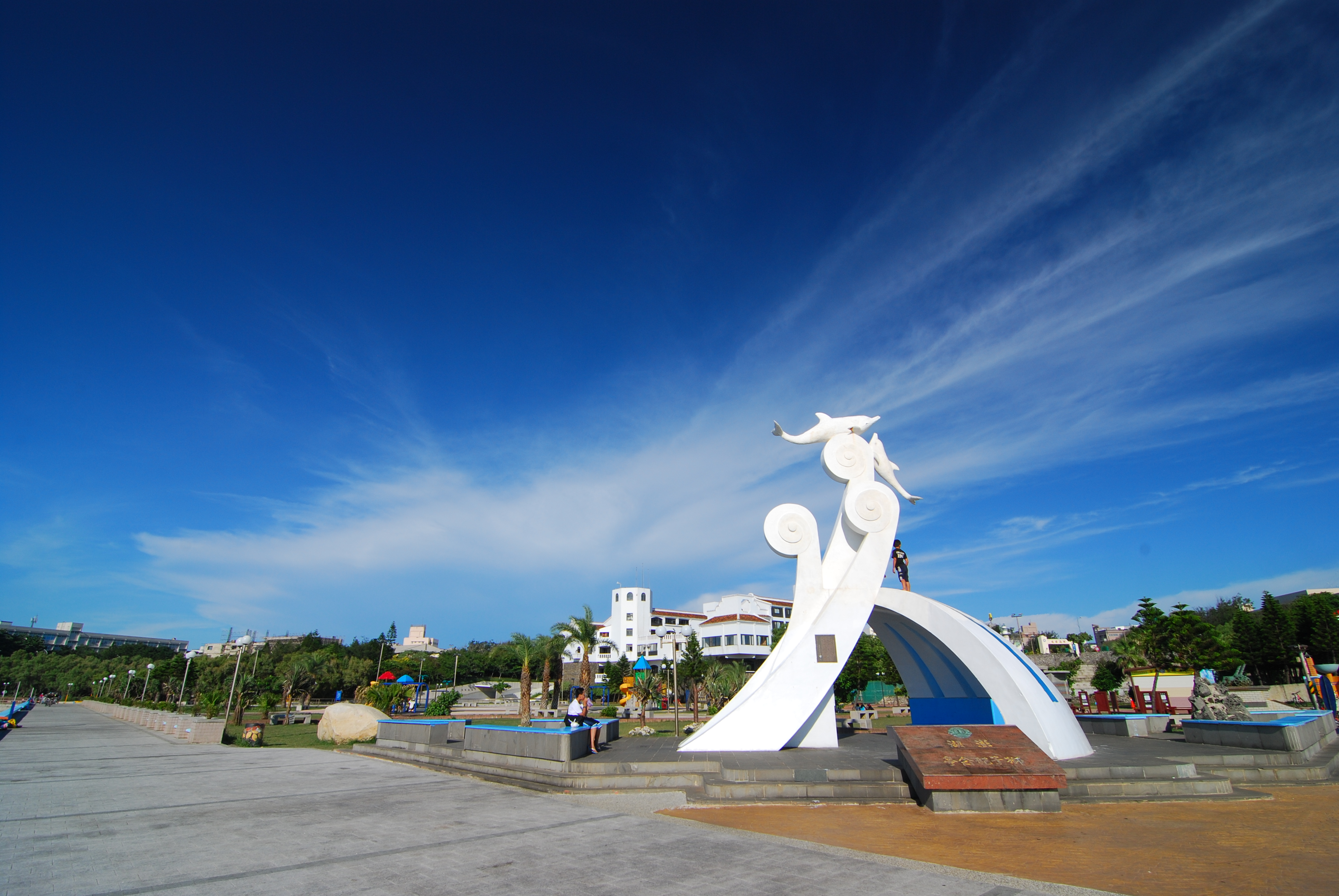
觀音亭（海豚亭）

澎湖觀音亭臨近海濱，在清領時期除為軍區之外，亦載有「放生池」，佛教信眾常有來觀音亭海畔進行海龜放生之舉。日治時期之後，日本政府將觀音亭一帶規劃成供休閒娛樂用的「辨天岬海水浴場」，早於明治三十六年（1903年）便有建造沖水設施的報導。民國36年（1947年），國民政府為了嘉勉澎湖地區未涉入臺灣本島各地二二八事件之動亂，決議撥款整建觀音亭海水浴場，闢建公園、涼亭、更衣室、排球場、籃球場以及防坡堤等休閒運動設施，建設今「澎湖觀音亭親水遊憩區」基礎以資獎勵；而在民國70年代（約1980年代）之前，觀音亭親水遊憩區長期以來皆是澎湖縣休閒娛樂的運動中心。:254-257
民國93年（2004年），澎湖縣政府斥資新台幣五千萬，在觀音寺埕前造堤搭建「西瀛虹橋」，做為每年花火節發放地點，卻也造成防波堤內泥沙淤積嚴重，生態改變，海岸線風景劣化的負面影響。

## 新聞
- 民國109年（2020年），因應花火節施放觀音亭湧入大量人潮，觀音亭亦因施工園內圍籬遍布，可容納遊客數量不如以往，部分遊客踩踏上觀音亭屋頂欣賞煙火，造成屋瓦破損。[44]
- 民國110年（2021年），澎湖縣政府工務處的寺埕工程監工不善，觀音亭在清代僅存的劉元成敬獻「喜助觀音亭佛祖香油碑」被廠商毀損。[36]

## 相關著作
- 許玉河、陳英豪著，《澎湖縣馬公市觀音亭志》，澎湖縣：澎湖縣馬公觀音亭，2020年6月。
- 光弘，《媽宮的寺廟：馬公市鎮發展與民間宗教變遷之研究》，臺北市：中央研究院民族學研究所，1988年。

## 外部連結
23°34′04″N 119°33′43″E / 23.567712°N 119.5619557°E
- 澎湖觀音亭的Facebook專頁